# Ingenjörtruppernas kadett- och aspirantskola
Ingenjörtruppernas kadett- och aspirantskola (IngKAS) var en truppslagsskola inom svenska armén som verkade i olika former åren 1942–1981. Förbandsledningen var förlagd i Almnäs garnison i Södertälje.

## Historik
Skolan bildades den 1 oktober 1942 som Ingenjörtruppernas officersaspirantsskola som underställd ingenjörspektören och var lokaliserad till Frösundavik. Den 28 september 1945 omorganiserades skolan till Ingenjörtruppernas kadettskola. Den 1 januari 1962 omorganiserades skolan till Ingenjörtruppernas kadett- och aspirantskola. Den 1 juni 1981 uppgick Ingenjörtruppernas kadett- och aspirantskola (IngKAS) i Arméns fältarbetsskola (FältarbS).

## Verksamhet
Målsättningen för utbildningen vid skolan var att bibringa eleverna de kunskaper och färdigheter som i fält och under beredskapstjänstgöring erfordrades av en subalternofficer vid ingenjörtrupperna. Vid skolan utbildades en vinterlinje oktober–mars och en sommarlinje april–augusti.

## Förläggningar och övningsplatser
När skolan bildades som Ingenjörtruppernas officersaspirantsskola, kom den att förläggas den 1 oktober 1942 till ingenjörtruppernas kasernetablissementet i Frösundavik där den fick disponera lokaler på nedre botten i kasernbyggnaden. År 1957 flyttades skolan till Lilla Frösunda, där ingenjörtrupperna övertog det kasernetablissementet som signaltrupperna lämnade efter sig i samband med Signalregementets omlokalisering till Uppsala garnison. I Frösunda fick skolan en egen skolbyggnad och blev kvar där fram till våren 1970, då skolan tillsammans med Svea ingenjörregemente omlokaliserades till Almnäs garnison.

## Förbandschefer
Förbandschefen titulerades skolchef och hade från 1964 tjänstegraden överstelöjtnant.

- 1942-10-01--1944-06-30: Major E G Lönegren
- 1944-09-29--1945-09-30: Kapten Tore Siggesson Rahmqvist
- 1945-10-01--1947-09-30: Kapten B L G O Hedström
- 1947-10-01--1949-08-31: Kapten G J Ullman
- 1949-09-01--1951-09-30: Kapten P A Th Edberg
- 1951-10-01--1959-03-31: Kapten C G D Westrell
- 1959-08-16--1962-08-19: Major Anders Jonsson
- 1962-08-20--1964-08-31: Major Kåre Knutsson Svanfeldt
- 1964-09-01--1972-03-31: Överstelöjtnant S G O Nordenstam
- 1972-04-01--1975-09-30: Överstelöjtnant P T Lindberg
- 1975-10-01--1981-05-31: Överstelöjtnant J P M T M-son Petré

## Namn, beteckning och förläggning
| Ingenjörtruppernas officersaspirantskola     | 1942-10-01 | – | 1945-09-27 |
| Ingenjörtruppernas kadettskola               | 1945-09-28 | – | 1961-12-31 |
| Ingenjörtruppernas kadett- och aspirantskola | 1962-01-01 | – | 1981-05-31 |

| IngOAS | 1942-10-01 | – | 1945-09-27 |
| IngKS  | 1945-09-28 | – | 1961-12-31 |
| IngKAS | 1962-01-01 | – | 1981-05-31 |

| Stockholms garnison (F) | 1942-10-01 | – | 1970-04-12 |
| Almnäs garnison (F)     | 1970-04-13 | – | 1981-05-31 |